# Ville de jeux

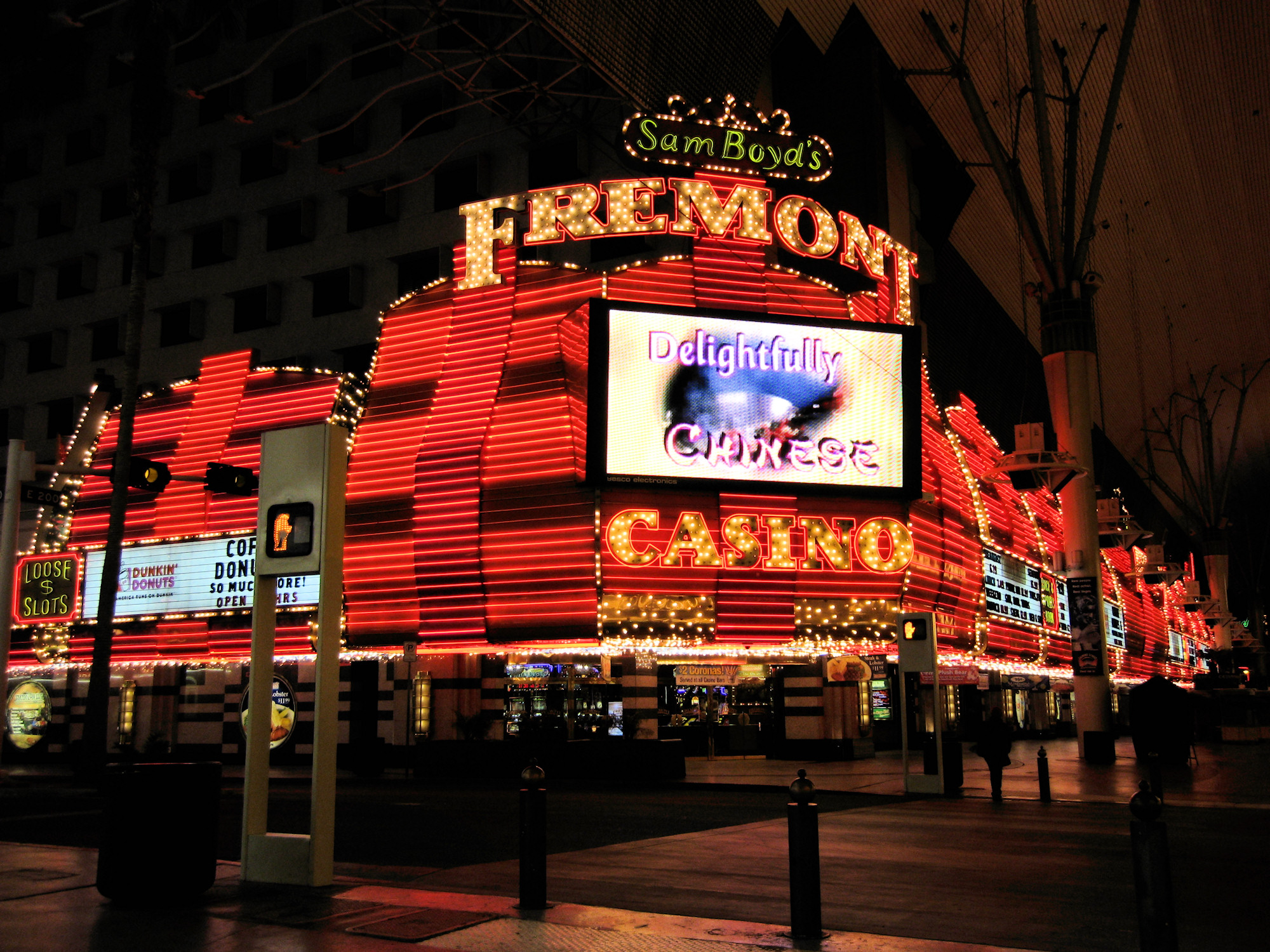
Le Fremont Hotel and Casino, dans la célèbre ville de jeux qu'est Las Vegas, aux États-Unis.

Une ville de jeux est une ville concentrant une grande quantité d'établissements de jeu, en particulier de casinos.
On compte, parmi les villes de jeux les plus connues, Atlantic City, Las Vegas et Reno aux États-Unis, Macao en Chine ou, dans une moindre mesure, Deauville en France. Dans ce dernier pays, les villes de jeux sont souvent des villes thermales.